# Otto von Blome (Diplomat, 1770)

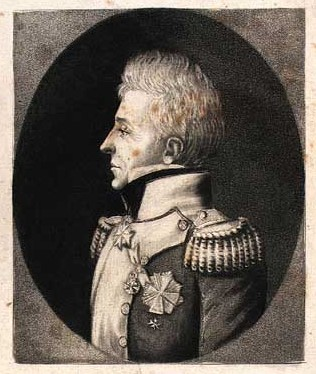
Otto von Blome

Otto von Blome, auch Otto Blome II. (* 5. März 1770 in Kiel; † 20. März 1849) war ein holsteinischer Offizier und Diplomat in dänischen Diensten.

## Leben
Otto von Blome stammte aus dem ursprünglich niedersächsischen Adelsgeschlecht von Blome, das dem Calenberger Uradel entstammte und später nach Holstein und Dänemark gelangte. Er war ein Sohn des Domherrn in Lübeck und Gutsbesitzers Wulf von Blome (1728–1784) auf Bahrenfleth.
Anfangs dänischer Offizier, wandte er sich der diplomatischen Laufbahn zu und begleitete von 1797 bis 1800 seinen Onkel Otto von Blome (1735–1803), als dieser als dänischer Gesandter nach St. Petersburg ging. 1802 zum Generaladjutanten des Königs ernannt, wurde er im Oktober dieses Jahres dänischer Gesandter in Stockholm und 1804 dänischer Gesandter in St. Petersburg.
1803 erbte er von seinem unverheiratet gestorbenen Onkel die Güter Heiligenstedten, Bahrenfleth, Campen, Bekhof und Bekmünde. Er baute die von seinem Onkel angelegte Bibliothek auf Heiligenstedten weiter aus, die 1927 versteigert wurde.
1808 vertrat er den dänischen König beim Erfurter Fürstenkongress. Bei Ausbruch des Krieges zwischen Russland und Dänemark nahm er 1813 seinen Abschied, kehrte aber nach dem Friedensschluss im Oktober 1814 auf seinen Posten in St. Petersburg zurück. In dieser Stellung wurde er 1815 zum Generalmajor und 1818 zum Generalleutnant a la suite befördert.
Anfang 1824 wurde er als dänischer Staatsminister und Chef des Departements der auswärtigen Angelegenheiten nach Kopenhagen berufen, trat aber bereits im März des gleichen Jahres auf eigenen Wunsch von dieser Stellung zurück. 1826 übernahm er abermals den dänischen Gesandtschaftsposten in St. Petersburg, aus welcher Stellung er im Oktober 1841 endgültig ausschied. Eine enge Freundschaft verband ihn mit dem dänischen König Christian VIII. und dem russischen Minister Karl Robert von Nesselrode.
Durch Diplome Königs Friedrich Vl. von Dänemark wurde er zusammen mit seinem gleichnamigen Neffen Otto von Blome (1795–1884) auf Gut Salzau und Blomesche Wildnis, dänischer Kammerherr und Rittmeister, dem ältesten Sohn seines verstorbenen Bruders Friedrich von Blome, am 11. September 1819 in den Grafenstand erhoben und am 1. Mai 1826 in den dänischen Lehnsgrafenstand erhoben.
Oto von Blome verstarb ohne Nachkommen. Der Fideikommiss der Marschgüter kam im Erbgang an Adolf von Blome.

## Auszeichnungen
- 1797: Kammerherr
- 9. Februar 1808: Dannebrogorden, Großkreuz
- 28. Januar 1812: Dannebrogsmann
- 25. Mai 1826: Elefanten-Orden[2]
- 11. Dezemberjul. / 23. Dezember 1840greg. russischer Orden des Heiligen Georg IV. Klasse[3]

---
- Russischer Orden der Heiligen Anna I. Klasse
- Alexander-Newski-Orden
- Orden des Heiligen Andreas des Erstberufenen
- Medaille „Für den Türkischen Krieg“
- Orden des Weißen Adlers (Polen)
- Königlich Preußischer St. Johanniter-Orden